# Ленинградская областная электросетевая компания
Акционерное общество «ЛОЭСК» (Электрические сети Санкт-Петербурга и Ленинградской области) (АО «ЛОЭСК») — российская распределительная сетевая компания, вторая по величине после «Ленэнерго» на территории Ленинградской области и одна из крупнейших электросетевых компаний в стране. В её состав входят 6 филиалов, которые обеспечивают электроснабжение порядка 150 населённых пунктов Ленинградской области с населением более миллиона человек. Центральный офис находится в Санкт-Петербурге.

## Собственники и руководство
Акционеры — Ленинградская область в лице Ленинградского областного комитета по управлению государственным имуществом (доля в акционерном капитале — 24,99 %) и ООО «Росток» (доля в акционерном капитале — 75,01 %).
Председатель совета директоров компании — Андрей Сизов (ранее занимал должность генерального директора организации). Генеральный директор — Андрей Александрович Дёмин. Решение об избрании Андрея Сизова председателем совета директоров и о назначении на должность генерального директора компании Андрея Дёмина принято на совете директоров компании.
Высший орган управления компании — Общее собрание акционеров. Текущей деятельностью компании руководит генеральный директор. Генеральный директор подотчётен Совету директоров и Общему собранию акционеров.

## История образования
АО «ЛОЭСК» образовано 30.08.2004 года в соответствии с постановлением Правительства Ленинградской области для обеспечения надежного и бесперебойного электроснабжения городов и крупных поселков области.
31.12.2008 г. завершилась реорганизация компании путём присоединения к АО «ЛОЭСК» другой областной компании — Открытого акционерного общества «Управляющая энергетическая компания» (ОАО «УЭК»).

## Структура
В состав АО «ЛОЭСК» входят 6 филиалов:
- Северные электрические сети
- Южные электрические сети
- Западные электрические сети
- Восточные электрические сети
- Центральные электрические сети
- Пригородные электрические сети.

## Деятельность
Основная задача компании — обеспечение надежного и бесперебойного электроснабжения потребителей на территории городов, крупных поселков и в отдельных промышленных зонах Ленинградской области.
Основными направления деятельности компании — транспорт электрической энергии и услуги в сфере электроснабжения, включая технологическое присоединение потребителей к электрическим сетям, проектирование, капитальное строительство и реконструкцию электрических сетей.
Обеспечивает энергоснабжение потребителей в городах и крупных населенных пунктах Ленинградской области, где проживает около 1 миллиона человек. Количество коммерческих потребителей составляет более 8 тысяч. Сотрудники компании обслуживают 19 подстанций 35-110 кВ, около 2900 трансформаторных и распределительных подстанций 6-10/0,4 кВ и более 9000 километров воздушных и кабельных линий электропередачи 0,4-10 кВ.